# Konzhukovia
La konzhukovia (gen. Konzhukovia) è un anfibio estinto, appartenente ai temnospondili. Visse nel Permiano superiore (circa 270 - 265 milioni di anni fa) e i suoi resti fossili sono stati ritrovati in Russia e in Brasile.

## Descrizione
Questo animale è noto principalmente per alcuni crani fossili, molto simili a quelli del genere Melosaurus. Alcune caratteristiche, tuttavia, distinguevano i due generi: in Konzhukovia i bordi del cranio erano dritti, mentre in Melosaurus erano concavi. Le orbite, inoltre, erano allungate ed ellittiche in Konzhukovia, mentre erano arrotondate in Melosaurus. Come altre forme simili, Konzhukovia possedeva un cranio piuttosto allungato, e probabilmente quattro corti arti e una coda appiattita lateralmente. Si suppone che Konzhukovia potesse raggiungere i 2,5 metri di lunghezza.

## Classificazione
Konzhukovia è un rappresentante degli archegosauroidi, un gruppo di anfibi temnospondili tipici del Permiano, che svilupparono nel corso della loro evoluzione crani allungati e corpi adatti alla vita acquatica. In particolare, Konzhukovia è stato a lungo ritenuto un membro dei melosauridi, una famiglia di archegosauroidi di grandi dimensioni tipica della Russia. 
I primi fossili di Konzhukovia furono descritti nel 1955 da Konjukova e vennero attribuiti a una nuova specie di Melosaurus (M. vetustus). Solo un nuovo studio del 1991 permise di riconoscere che questi fossili appartenevano a un genere a sé stante, Konzhukovia appunto. Lo stesso studio ha istituito un'altra specie, Konzhukovia tarda. Uno studio del 2016 ha istituito inoltre la specie K. sangabrielensis, sulla base di resti fossili ritrovati in Brasile; questo studio ha messo in dubbio l'effettiva monofilia del gruppo degli archegosauroidi, e ha indicato che alcuni esemplari di questo "gruppo" (tra cui Tryphosuchus e Konzhukovia) costituirebbero un clade (Konzhukoviidae) alla base del gruppo degli Stereospondyli, comprendenti i temnospondili più derivati Pereira Pacheco et al., 2016).